# Африканская канга
Канга — пестрый элемент одежды, похожий на саронг, который носят женщины, а иногда и мужчины в Восточной Африке. Название этой одежки происходит от древнего глагола ку-канга языков банту, который означает «заворачивать».
Канга — это прямоугольный кусок печатной хлопчатобумажной ткани, размером примерно 1,5×1,0 м. Канга часто имеет широкую кайму со всех четырёх сторон, что называется на языке суахили Пинд, узор которой отличается от узора центральной части, которая носит название мджи.

## Средство коммуникации
На мджи, в конце одного из длинных краев часто есть полоска с текстом суахили или, реже, арабском или коморском языках. В других странах, где производятся собственные Канг, используют местные языки (например, на Мадагаскаре). Этот текст называют Джина (дословно — «имя») Канг. Обычно текст представляет собой пословицы или загадку. Примеры джин:
- Majivuno hayafai — Жадность всегда бесполезна.
- Mkipendana mambo huwa sawa — Взаимная любовь решает проблемы.
- Japo sipati tamaa sikati — Хотя я ничего не имею, я не потерял желание получить то, чего хочу.
- Wazazi ni dhahabu kuwatunza ni thawabu — Родители — это золото, заботиться о них — награда.
- Sisi sote abiria dereva ni Mungu — Мы все пассажиры, Господь — наш водитель.
- Mwanamke mazingira tuanataka, usawa, amani, maendelo — Женщины за равенство, мир и прогресс.
- Naogopa simba na meno yake siogopi mtu kwa maneno yake — Я боюсь льва и его зубов, а не людей и их слов.